# Линдберг, Пелле
Йёран Пер-Эрик Линдберг (швед. Göran Per-Eric Lindbergh; 24 мая 1959, Стокгольм — 11 ноября 1985, Стратфорд) — шведский хоккеист, играл в клубе НХЛ «Филадельфия Флайерз». Обладатель Везина Трофи (1985).
Погиб в автокатастрофе в возрасте 26 лет.

## Биография

### Карьера игрока
Линдберг играл на родине за клубы «Хаммарбю» (1977—1979) и «АИК» (1979—1980). На драфте НХЛ 1979 года был выбран во 2-м раунде под общим 35-м номером клубом «Филадельфия Флайерз». По окончании сезона 1979/80 уехал в Северную Америку, где присоединился к фарм-клубу «Флайерз» «Мэн Маринерс», в котором играл более года.
Линдберг дебютировал в НХЛ 2 ноября 1981 года в матче с «Баффало Сейбрз», который закончился победой «Сейбрз» со счётом 6:2; в том сезоне он сыграл 8 матчей. В сезоне 1982/83 он стал основным вратарём «Флайерз», став лучшим вратарём в среди новичков по итогам сезона. Последующие два сезона в составе «Флайерз» были лучшими в его карьере, а в 1985 году он получил Везина Трофи как лучший вратарь по итогам сезона. Получив эту награду, Линдберг стал первым европейским вратарём, которому удалось это достижение.
В составе сборной Швеции играл на ЧМ-1979 (бронза) и ЧМ-1983 (бронза ЧЕ), а также на ОИ-1980 (бронза).

### Гибель
10 ноября 1985 года возвращался с вечеринки и, находясь в состоянии алкогольного опьянения, потерял контроль над своим автомобилем Porsche 930 и врезался в стену перед начальной школой. В машине, кроме Линдберга, находились двое друзей; вратарь и его друзья были доставлены в больницу города Стратфорд (Нью-Джерси), в которой Линдберг скончался на следующий день от полученных травм в возрасте 26 лет. Был похоронен в Стокгольме на кладбище Скугсчюркогорден.

## Память
Игровой номер «31» в «Флайерз» закреплён за Линдбергом.

## Статистика

### Международная
| Год                                    | Сборная                                | Турнир                                 | Место                                  |    | И | В | П | ОТ   | Мин | ПШ | И"0" | КН |
| -------------------------------------- | -------------------------------------- | -------------------------------------- | -------------------------------------- | -- | - | - | - | ---- | --- | -- | ---- | -- |
| 1976                                   | Швеция (юн.)                           | ЮЧЕ                                    | 2                                      | 3  | — | — | — | 180  | 4   | 0  | 1.33 |    |
| 1977                                   | Швеция (юн.)                           | ЮЧЕ                                    | 1                                      | 3  | — | — | — | 180  | 3   | 0  | 1.00 |    |
| 1978                                   | Швеция (мол.)                          | МЧМ                                    | 2                                      | 4  | — | — | — | 240  | 10  | 0  | 2.50 |    |
| 1979                                   | Швеция                                 | ЧМ                                     | 3                                      | 6  | 1 | 4 | 1 | 360  | 38  | 0  | 6.33 |    |
| 1980                                   | Швеция                                 | ОИ                                     | 3                                      | 5  | 2 | 1 | 2 | 300  | 18  | 0  | 3.60 |    |
| 1981                                   | Швеция                                 | КК                                     | 5                                      | 2  | 0 | 0 | 0 | 92   | 9   | 0  | 5.87 |    |
| 1983                                   | Швеция                                 | ЧМ                                     | 4                                      | 9  | 4 | 4 | 1 | 540  | 27  | 0  | 3.00 |    |
| Всего на юниорском и молодёжном уровне | Всего на юниорском и молодёжном уровне | Всего на юниорском и молодёжном уровне | Всего на юниорском и молодёжном уровне | 10 | — | — | — | 600  | 17  | 0  | 1.70 |    |
| Всего на взрослом уровне               | Всего на взрослом уровне               | Всего на взрослом уровне               | Всего на взрослом уровне               | 22 | 7 | 9 | 4 | 1292 | 92  | 0  | 4.27 |    |